# Gisors
Gisors es un municipio francés situado en la comarca del Eure en la región de la Alta Normandía.

## Geografía
Gisors limita con el Vexin normando y el Vexin francés, en la confluencia del Epte del  Troesne y del Réveillon.

## Demografía
| 6,398 | 7,329 | 8,769 | 8,732 | 9,481 | 10,882 |
| Para los censos de 1962 a 1999 la población legal corresponde a la población sin duplicidades (Fuente: INSEE [Consultar]) |       |       |       |       |        |

Después del censo de 1999, la población total, era de 11.115 habitantes.

## Monumentos

### Castillo medieval
El Castillo de Gisors es una construcción del siglo XI cuya Torre del homenaje ocupa un montículo feudal. Es conocido por la leyenda del Tesoro de los Templarios que fue robado. Durante los años 1950, el vigilante del castillo, Roger Lhomoy, empezó a excavar numerosos subterráneos que desestabilizaron el montículo y provocaron fisuras en la Torre del homenaje. Él aseguró que había descubierto unas salas subterráneas y también una capilla que contenía el fabuloso tesoro; pero esto no se ha podido verificar.

### Iglesia
La colegiata de los Santos Gervasio y Protasio de Gisors, constituye un monumento a la arquitectura verdaderamente destacable por sus diversos estilos, fruto de las diferentes épocas en las que se construyó: Edad Media, gótico y renacentista. Esta iglesia está clasificada como Monumento histórico. En el interior se encuentra una escalera característica del Renacimiento. En el exterior, la Gran Torre (1542-1590), alterna las partes dóricas con las partes jónicas. Es la iglesia principal de la parroquia de Gisors-Vallée d’Epte, constituida por varias iglesias situadas en los alrededores de la ciudad.

### Neaufles-Saint-Martin
En la villa de Neaufles-Saint-Martin, a unos 3 kilómetros de Gisors, dirección a Ruan, se encuentra la Torre de la Reina Blanca, construida en la Edad Media. Según la leyenda, la reina fue llevada a través de un subterráneo al famoso castillo de los templarios de Gisors. Actualmente, y dado su estado ruinoso, tiene prohibida la entrada al mismo.

### Boisgeloupde Gisors-Taller de Escultura de Pablo Picasso
En esta pequeña pedanía de Gisors residió el pintor Pablo Picasso entre 1930 y 1936. En este Palacio, el artista realizó algunas de sus más reconocidas esculturas y es el lugar donde comenzó la confección y la idea de su obra maestra, El Guernica.

## Personalidades célebres
- Julien de Guersau, poeta del siglo XVI
- Nicolas Ingouet, poeta
- Marie Pierre Isidore de Blanmont, barón de (Gisors 1770-1846). Lugarteniente de la ciudad.
- Famille Passy, políticos, científicos y economistas
- Albert Forcinal, político francés
- Pablo Picasso, pintor